# Liste over sårbare fuglearter
- Arter uddød i vild tilstand (EW): 5 arter
- Kritisk truede fugle (CR): 223 arter
- Truede (EN): 460 arter
- Sårbare (VU): 798 arter
- Næsten truet (NT): 1.001 arter
- Ikke truet (LC): 8.460 arter
- Utilstrækkelige data (DD): 52 arter

- 10.999  arter er blevet  evalueret
- 10.947 af dem er fuldt vurderet [a]
- 9.461 er ikke truet nu[b]
- 1.481 til 1.533 er truet[c]
- 164 til 183 uddøde:
  - 159 uddøde (EX) arter[d]
  - 5 uddød i vild tilstand (EW)
  - 19 formodes uddøde [CR(PE)]

1. ↑  ekskluderer evalueringer med Utilstrækkelige data (DD).
2. ↑  NT og LC.
3. ↑  Truet omfatter CR, EN og VU. Det højeste  estimat medregner DD (Utilstrækkelige data).
4. ↑  Diagrammet udelader uddøde (EX) arter

I december 2020 opdaterede den Internationale Union for Bevarelse af Naturen (IUCN) en Liste over sårbare fuglearter. Den omfatter 798 sårbare fuglearter. Den angiver at 7,3% af alle evaluerede fuglearter er anført som sårbare. Ingen underpopulationer af fugle er blevet evalueret af IUCN.
For at en art kan vurderes som sårbar over for udryddelse, skal den bedst tilgængelige dokumentation opfylde de kvantitative kriterier, der er fastsat af IUCN og designet til at afspejle "en høj risiko for udryddelse i naturen". Truede og kritisk truede arter opfylder også de kvantitative kriterier for sårbare arter og er anført separat. Se: liste over truede fugle og liste over kritisk truede fugle. Sårbare, truede og kritisk truede arter kaldes kollektivt som truede arter af IUCN.
Derudover er 53 fuglearter (0,48 pct. af de evaluerede) opført som mangelfuld, hvilket betyder, at der ikke er tilstrækkelig information til en fuldstændig vurdering af bevaringsstatus. Da disse arter typisk har små lokaliteter og / eller populationer, er der en sandsynlig formodning om at de er truede ifølge IUCN. Mens kategorien af data mangler indikerer, at der ikke er foretaget nogen vurdering af udryddelsesrisiko for taksonerne, bemærker IUCN, at det kan være hensigtsmæssigt at give dem "den samme grad af opmærksomhed som truede taksoner, i det mindste indtil deres status kan vurderes."
Dette er en komplet liste over sårbare fuglearter evalueret af IUCN. Hvor det er muligt, er der almindelige navne på arten, mens links peger på det videnskabelige navn, der bruges af IUCN.
 

## Mesiter
- Brun mesite (Mesitornis unicolor)
- Hvidbrystet mesite (Mesitornis variegatus)
- Langnæbbet drosselrikse (Monias benschi)

## Pingviner
- Springpingvin (Eudyptes chrysocome)
- Makaronipingvin (Eudyptes chrysolophus)
- Fiordlandpingvin (Eudyptes pachyrhynchus)
- Snarespingvin (Eudyptes robustus)
- Humboldtpingvin (Spheniscus humboldti)

## Stormfugle
Procellariiformes inkluderer petreller og albatrosser. Der er 30 arter i rækken Procellariiformes som er vurderet som sårbare.

### Albatrosser
- Kongealbatros (Diomedea epomophora)
- Vandrealbatros (Diomedea exulans)
- Korthalet albatros (Phoebastria albatrus)
- Chathamalbatros (Thalassarche eremita)
- Campbell albatros (Thalassarche impavida)
- Grårygget albatros (Thalassarche salvini)

### Egentlige stormfugle
- Buller's skråpe (Ardenna bulleri)
- Chileskråpe (Ardenna creatopus)
- Hvidhaget skråpe (Procellaria aequinoctialis)
- Brilleskråbe (Procellaria conspicillata)
- Sort skråpe (Procellaria parkinsoni)
- Trindadepetrel (Pterodroma arminjoniana)
- Chathampetrel (Pterodroma axillaris)
- Halsbåndspetrel (Pterodroma brevipes)
- Hvidnakket petrel (Pterodroma cervicalis)
- Grå petrel (Pterodroma cookii)
- Mas-á-Tierra-petrel (Pterodroma defilippiana)
- Desertas petrel (Pterodroma deserta)
- Juan Fernandez-petrel (Pterodroma externa)
- Båndpetrel (Pterodroma leucoptera)
- Grårygget petrel (Pterodroma longirostris)
- Newzealandsk petrel (Pterodroma pycrofti)
- Hawaiipetrel (Pterodroma sandwichensis)
- Solanders petrel (Pterodroma solandri)
- Puffinus heinrothie
- Middelhavsskråpe (Puffinus yelkouan)

### Stormsvaler
- Japansk stormsvale (Oceanodroma matsudairae)
- Monteiros stormsvale (Oceanodroma monteiroi)

## Tranefugle
Der er 26 arter i ordenen Gruiformes der er vurderet som sårbare.

### Trompetérfugle(Psophiidae)
- Grønrygget Trompetérfugl (Psophia viridis)

### Traner
- Paradistrane (Anthropoides paradiseus)
- Sarustrane (Antigone antigone)
- Hvidnakket trane (Antigone vipio)
- Sort krontrane (Balearica pavonina)
- Vortetrane (Bugeranus carunculatus)
- Hættetrane (Grus monacha)

### Vandhøns
- Talaudrørhøne (Amaurornis magnirostris)
- Brun hønserikse (Aramides wolfi)
- Sulawesirikse (Aramidopsis plateni)
- Muserikse (Atlantisia rogersi)
- Vagtelrikse (Coturnicops exquisitus)
- Hawaiiblishøne (Fulica alai)
- Goughrørhøne (Gallinula comeri)
- Weka (Gallirallus australis)
- Calayan-rikse (Gallirallus calayanensis)
- Blåmasket rikse (Gymnocrex rosenbergii)
- Halmaherarikse (Habroptila wallacii)
- Galapagosdværgrikse (Laterallus spilonota)
- Paraguaydværgrikse (Laterallus xenopterus)
- Aucklandrikse (Lewinia muelleri)
- Pygmærørvagtel (Porzana spiloptera)
- Patagonsk rikse (Rallus antarcticus)
- Madagaskarrikse (Rallus madagascariensis)
- Hendersonrørvagtel (Zapornia atra)

## Trapper
- Sorttrappe (Afrotis afra)
- Østlig kravetrappe (Chlamydotis macqueenii)
- Kravetrappe (Chlamydotis undulata)
- Stortrappe (Otis tarda)

## Papegøjer
Der er 53 papegøjearter vurderet som sårbare.

### Kakaduer
- Molukkakadu (Cacatua moluccensis)
- Brillekakadu (Cacatua ophthalmica)

### Parakitter
- Sortkindet dværgpapegøje (Agapornis nigrigenis)
- Sortnæbbet amazone (Amazona agilis)
- Blåhovedet amazone (Amazona arausiaca)
- Gulskuldret amazone (Amazona barbadensis)
- Rødhalet amazone (Amazona brasiliensis)
- Jamaica-amazone (Amazona collaria)
- Kongeamazone (Amazona guildingii)
- Pragtamazone (Amazona pretrei)
- Tucumánamazone (Amazona tucumana)
- Hispaniola-amazone (Amazona ventralis)
- Skt. Lucia-amazone (Amazona versicolor)
- Hyacintara (Anodorhynchus hyacinthinus)
- Soldaterara (Ara militaris)
- Rustpandet parakit (Bolborhynchus ferrugineifrons)
- Palmeprydlori (Charmosyna palmarum)
- Seychellpapegøje (Coracopsis barklyi)
- Antipodeparakit (Cyanoramphus unicolor)
- Blåøret lori (Eos cyanogenia)
- Hornparakit (Eunymphicus cornutus)
- Elfenbensparakit (Eupsittula canicularis)
- Gulmasket spurvepapegøje (Forpus xanthops)
- Guldparakit (Guaruba guarouba)
- Maskedværgamazone (Hapalopsittaca amazonina)
- Rødbrynet dværgamazone (Hapalopsittaca pyrrhops)
- Floresflagermuspapegøje (Loriculus flosculus)
- Gulskuldret lori (Lorius garrulus)
- Gulhalet papegøje (Pionites xanthurus)
- Blåhovedet dværgara (Primolius couloni)
- Mindorovimpelpapegøye (Prioniturus mindorensis)
- Blåhovedet spatelhalepapegøje (Prioniturus platenae)
- Rød fijiparakit (Prosopeia splendens)
- Hispaniola-aratinga (Psittacara chloropterus)
- Cuba-aratinga (Psittacara euops)
- Mauritius-alexanderparakit (Psittacula eques)
- Børstehovedet papegøje (Psittrichas fulgidus)
- Gribbepapegøje (Pyrilia vulturina)
- Hvidbrystet conure (Pyrrhura albipectus)
- Brunbrystet conure (Pyrrhura calliptera)
- Blåstrubet conure (Pyrrhura cruentata)
- Perleconure (Pyrrhura lepida)
- Blåkindet conure (Pyrrhura perlata)
- Madeira parakit (Pyrrhura snethlageae)
- Buru-grovnæbspapegøje (Tanygnathus gramineus)
- Rødpandet stumppapegøje (Touit costaricensis)
- Blåvinget stumppapegøje (Touit huetii)
- Brunskuldret stumppapegøje (Touit stictopterus)
- Gyldenhalet stumppapegøje (Touit surdus)
- Biaklori (Trichoglossus rosenbergii)
- Safirlori (Vini peruviana)
- Hendersonlori (Vini stepheni)

## Sulefugle
- Ascension-fregatfugl (Fregata aquila)
- Campbellskarv (Phalacrocorax campbelli)
- Vorteskarv (Phalacrocorax carunculatus)
- Bronzeskarv (Phalacrocorax chalconotus)
- Aucklandskarv (Phalacrocorax colensoi)
- Galapagosskarv (Phalacrocorax harrisi)
- Socotraskarv (Phalacrocorax nigrogularis)
- Bountyskarv (Phalacrocorax ranfurlyi)

## Duer
- Marquesaspurpurdue (Alopecoenas rubescens)
- Melanesisk purpurdue (Gallicolumba stairi)
- Nilgiridue (Columba elphinstonii)
- Turkestandue (Columba eversmanni)
- Gulbenet skovdue (Columba pallidiceps)
- Bronzedue (Columba punicea)
- Sri Lanka-due (Columba torringtoniae)
- Vanuatukejserdue (Ducula bakeri)
- Vinbrystet kejserdue (Ducula brenchleyi)
- Plettet kejserdue (Ducula carola)
- Sulukejserdue (Ducula pickeringii)
- Mindanaodolkestikdue (Gallicolumba crinigera)
- Agerhønedue (Geophaps smithii)
- Gråhovedet Vagteldue (Geotrygon caniceps)
- Krondue (Goura cristata)
- Rødbrystet krondue (Goura scheepmakeri)
- Mikronesisk kejserdue (Ducula oceanica)
- Chathamdue (Hemiphaga chathamensis)
- New Britain-bronzevinge (Henicophaps foersteri)
- Rosendue (Nesoenas mayeri)
- Panamajorddue (Leptotila battyi)
- Tumbesjorddue (Leptotila ochraceiventris)
- Fasandue (Otidiphaps nobilis)
- Jamaicabånddue (Patagioenas caribaea)
- Perudue (Patagioenas oenops)
- Rød Skovdue (Patagioenas subvinacea)
- Mindanaobrundue (Phapitreron brunneiceps)
- Mahateafrugtdue (Ptilinopus chalcurus)
- Rødnakket frugtdue (Ptilinopus dohertyi)
- Obifrugtdue (Ptilinopus granulifrons)
- Hendersonfrugtdue (Ptilinopus insularis)
- Rarotongafrugtdue (Ptilinopus rarotongensis)
- Sortøret frugtdue (Ptilinopus marchei)
- Maskefrugtdue (Ramphiculus meridionalis)
- Brunstrubet frugtdue (Ptilinopus subgularis)
- Filippinsk halsbånddue (Streptopelia dusumieri)
- Turteldue (Streptopelia turtur)
- Stor papegøjedue (Treron capellei)
- Florespapegøjedue (Treron floris)
- Pembapapegøjedue (Treron pembaensis)

## Pelikanfugle
- Træskonæb (Balaeniceps rex)
- Østlig silkehejre (Egretta eulophotes)
- Skifergrå hejre (Egretta vinaceigula)
- Kapibis (Geronticus calvus)
- Japansk nathejre (Geronticus goisagi)

## Hønsefugle
Der er 46 arter i ordenen, Galliformes som vurderes som sårbare.

### Hokkoer
- Kamhokko (Crax alector)
- Nøgenmasket hokko (Crax fasciolata)
- Stor hokko (Crax rubra)
- Rusthovedet chachalaca (Ortalis erythroptera)
- Hvidbrynet penelopehøne (Penelope jacucaca)
- Kastanjebuget penelopehøne (Penelope ochrogaster)
- Hvidtoppet penelopehøne (Penelope pileata)
- Chalopehøne (Penelopina nigra)

### Tallegallahøns
- Molukbuskhøne (Eulipoa wallacei)
- Malleehøne (Leipoa ocellata)
- Sulabuskhøne (Megapodius bernsteinii)
- Biakbuskhøne (Megapodius geelvinkianus)
- Vanuatubuskhøne (Megapodius layardi)
- Nicobarbuskhøne (Megapodius layardi)
- Niaufooubuskhøne (Megapodius pritchardii)
- Tanimbarbuskhøne (Megapodius tenimberensis)

### Fasanfugle
- Congopåfugl (Afropavo congensis)
- Hainanskovhøne (Arborophila ardens)
- Malakskovhøne (Arborophila charltonii)
- Sikkimskovhøne (Arborophila mandellii)
- Sumatraskovhøne (Arborophila orientalis)
- Argusfasan (Argusianus argus)
- Topfasan (Catreus wallichii)
- Brun ørefasan (Crossoptilon mantchuricum)
- Sumpfrankolin (Francolinus gularis)
- Kinesisk glansfasan (Lophophorus lhuysii)
- Hvidhalet glansfasan (Lophophorus sclateri)
- Hvidhalet fasan (Lophura bulweri)
- Okkerhalet ildryg (Lophura erythrophthalma)
- Borneo guldhalefasan (Lophura pyronota)
- Lophura rufa intet dansk navn
- Sort skovvagtel (Melanoperdix niger)
- Bjergpåfuglefasan (Polyplectron inopinatum)
- Malajpåfuglefasan (Polyplectron malacense)
- Palawanpåfuglefasan (Polyplectron napoleonis)
- Abayfrankolin (Pternistis harwoodi)
- Dulitskovhøne (Rhizothera dulitensis)
- Kongefasan (Syrmaticus reevesii)
- Nagaland-tragopan (Tragopan blythii)
- Cabots tragopan (Tragopan caboti)
- Vestlig tragopan (Tragopan melanocephalus)
- Lille præriehøne (Tympanuchus pallidicinctus)

### Topvagtler
- Brillevagtel (Cyrtonyx ocellatus)
- Vera Cruz-skovvagtel (Dendrortyx barbatus)
- Sortpandet tandvagtel (Odontophorus atrifrons)
- Tacarcuna-tandvagtel (Odontophorus dialeucos)
- Mørkrygget tandvagtel (Odontophorus melanonotus)

### Perlehønsarter
- Hvidbrystet kalkunhøne (Agelastes meleagrides)

## Strudse
- Brun kiwi (Apteryx australis)
- Stor kiwi (Apteryx haastii)
- Hjelmkasuar (Casuarius casuarius)
- Nordlig kasuar (Casuarius unappendiculatus)
- Chocótinamu (Crypturellus kerriae)
- Stor bjergtinamu (Nothoprocta taczanowskii)
- Vagteltinamu (Nothura minor)
- Somalistruds (Struthio molybdophanes)
- Dværgtinamu (Taoniscus nanus)
- Gråsort tinamu (Tinamus osgoodi)
- Grå Tinamu (Tinamus tao)

## Bucerotiformes
- Rødhalset Rynkenæb
- Sort Næsehornsfugl
- Palawannæsehornsfugl
- Stor Næsehornsfugl
- Rødbrun Næsehornsfugl
- Buceros mindanensis
- Næsehornsfugl
- Sydlig Hornravn
- Brunkindet Hornfugl
- Gulhjelmet Hornfugl
- Malabargråtoko
- Sulawesihornfugl
- Rødnæbbet Rynkenæb
- Pungrynkenæb

- Narcondam hornbill
- Hvidhalet rynkenæb
- Gulpunget rynkenæb

## Accipitriformer
Accipitriformes inkluderer de fleste rovfugle. Der er 26 arter i ordenen Accipitriformes som vurderes som sårbare.

### Sekretærfugle
- Sekretærfugl

### Høgefamilien
- Rødnakket spurvehøg
- Nicobarspurvehøg
- Madagaskarduehøg
- Imitator spurvehøg
- Blågrå spurvehøg
- Blygrå duehøg
- Spansk kejserørn
- Kejserørn
- Rovørn
- Galapagosvåge
- Socotra buzzard
- Patagonsk våge
- Brasiliansk våge
- Sahelslangeørn
- Stor skrigeørn
- Indisk skrigeørn
- Stellers havørn
- Salomonhavørn
- Papuatopørn
- Sort hvepsevåge
- Malajhøgeørn
- Andamanslangeørn
- Borneoslangeørn

## Andefugle

### Egentlige andefugle
- Andamanand
- Aucklandbrunand
- Kerguelenspidsand
- Filippinsk and
- Campbellkrikand
- Svanegås
- Dværggås
- Taffeland
- Rødhalset gås
- Hawaiigås
- Havlit
- Blåvinget Gås
- Cubatræand
- Marmorand
- Fløjlsand
- Afrikansk Skarveand
- Stellersand
- Papuastrømand
- Duck Chubutkæmpeand

## Ugler
Der er 28 uglearter vurderet som sårbare.

### Slørugler
- Gylden Slørugle
- Minahassaslørugle
- Sulaslørugle
- Madagaskarslørugle

### De egentlige ugler
- Filippinsk hornugle
- Sneugle
- Albertinespurveugle
- Chocóspurveugle
- Ørnenæbbet Ugle
- Ninox granti (underart af underart af Ninox jacquinoti, Salomonhøgeugle)
- Cinnoberhøgeugle
- Ninox malaitae (underart af underart af Ninox jacquinoti, Salomonhøgeugle)
- Mindoro høgeugle
- Juleø-høgeugle
- Gylden høgeugle
- Sulu høgeugle
- Ninox roseoaxillaris (underart af underart af Ninox jacquinoti, Salomonhøgeugle)
- Ninox spilonotus (underart af Mindorohøgeugle)
- Javadværghornugle
- Papuadværghornugle
- Mindanaohornugle
- São Tomé-dværghornugle
- Sulawesidværghornugle
- Negrosdværghornugle
- Pembadværghornugle
- Hvidpandet dværghornugle
- Rødbrun fiskeugle

- Sneugle

## Mågevadefugle-ordenen
- Skævnæb
- Skt. Helena-præstekrave
- Madagaskarpræstekrave
- Chathambekkasin
- Lunde
- Madagaskarbekkasin
- Skovbekkasin
- Madagaskarbraksvale
- Audouinsmåge
- Lavamåge
- Reliktmåge
- Beringsterne
- Rødbenet Ride
- Ride
- Indisk Saksnæb
- Kinesisk Dværgmåge
- Amamiskovsneppe
- Flodterne
- Alfeterne
- Mexicansk Dværgalk
- Californisk Dværgalk
- Japansk Dværgalk
- Hættepræstekrave
- Sumbaløbehøne

## Falke-ordenen
- Seychellertårnfalk
- Sodfalk
- Taitafalk
- Gråfalk
- Blygrå Skovfalk

## Skrigefugle
Includes kingfishers and bee-eaters.
Brunrygget Skovisfugl
- Blåkronet Skovisfugl
- Actenoides regalis; en underart af Brunrygget skovisfugl
- Jordellekrage
- Filippinsk dværgisfugl
- Sydfilippinsk dværgisfugl
- Bismarckisfugl
- Kølnæbbet motmot
- Skællet ellekrage
- Kofiauparadisisfugl
- Sørgeisfugl
- Ponapéisfugl
- Mangaiaisfugl
- Winchells isfugl
- Langhalet ellekrage

## Spurvefugle
Der er 337 arter af spurvefugle som er vurderet som sårbare.

### Monarkfluesnappere
- Elepaio
- Kauaielepaio
- Himmelblå monark
- Vanikoro skifermonark
- Tinianmonark
- Rarotongamonark
- Kofiaumonark
- Seychellerparadismonark

### Finker
- Safransisken
- Yarrellsisken
- Oahuaamakihi
- Tyknæbbet amakihi
- Anianiau
- Ankobersisken
- Syrisk gulirisk
- Halsbåndssisken
- Laysanfinke
- Spættefinke
- Iiwi

### Pittaer
- Maskepitta
- Blåkronet pitta
- Nymfepitta
- Blårygget pitta
- Azurpitta
- Sumatrapitta

### Myrepittaer
- Skægmyrepitta
- Santa Marta-myrepitta
- Stor myrepitta
- Goliatmyrepitta
- Brunbåndet myrepitta
- Gråkronet myrepitta
- Tofarvet myrepitta
- Hættemyrepitta
- Sucre myrepitta
- Brunøret myrepitta

### Brillefugle
- Fernando Po-brillefugl
- Annobonbrillefugl
- Camerounbrillefugl
- Mahébrillefugl
- Karthalabrillefugl
- Savaiibrillefugl
- Ganonggabrillefugl
- Sydparebrillefugl

### Kotingaer
- Grønrygget hættekotinga
- Hjelmparasolfugl
- Turkiskotinga
- Kastanjebuget kotinga
- Inkakotinga
- Seglvingepiha
- Trelappet klokkefugl
- Gråvinget kotinga
- Hvidkindet kotinga

### Drosler
- Bjergskovdrossel
- Javacochoa
- Sumatracochoa
- Filippinerdrossel
- Omao
- Izudrossel
- Hebeidrossel
- Somalidrossel
- Hispanioladrossel
- Guadalcanalsanger

### Kragefugle
- Floridakratskade
- Santa Cruz-skade
- Hispaniolakrage
- Hvidstrubet azurskade
- Nanseiskovskade
- Piñyonskade
- Sichuanlavskrige
- Sri Lanka-kitta

### Myrefugle
- Hættemyretornskade
- Rondôniamyrefugl
- Hvidplettet myrevireo
- Hvidplettet myrevireo
- Blygrå myrevireo
- Gulbrystet myresmutte
- Kravemyresmutte
- Bahiamyresmutte
- Gråhovedet myrefugl
- Gråbrystet myrefugl
- Skifermyrefugl
- Bækmyresmutte
- Guyanamyresmutte
- Båndhalet myresmutte
- Marañónmyrefugl
- Santarémmyrefugl
- Thamnophilus shumbae intet dansk navn (engelsk: Maranon antshrike)
- Streget myretornskade
- Spættet myretornskade

### Trupialer
- Brasiliansk stærling
- Rødbrun Trupial
- Rødbuget stærling
- Gulnakket trupial
- Pampasenglærke
- Bauda oropendola

### Amerikanske sangere
- Santa Marta-tangarsanger
- Pirretangarsanger
- Altamiragulstrube
- Sorthovedet Gulstrube

- Barbudasanger
- Hvidvinget sanger

### Ovnfugle
- Graveteiro
- Punobørstehale
- Pernambucoløvkæmmer (uofficielt dansk navn)
- Santa Marta-løvkæmmer  (uofficielt dansk navn)
- Gråbrynet spidshale
- Marcapataspidshale
- Campominør
- Hennahovedet løvkæmmer
- Hvidstrubet spidshale
- Hypokondertornhale
- Apurimactrådhale
- Santa Marta-trådhale
- Bahiatrådhale
- Rustnakket løvkæmmer
- Perublødhale
- Orinocoblødhale
- Stribet blødhale

### Sylviasangere
- Tahitisanger
- Vandsanger
- Naururørsanger
- Rimatarasanger
- Taitisanger
- Manchurrørsanger
- Korthale
- Ulugurusanger
- Gråbrynet tetraka
- Knysnakratsmutte
- Børstenæbbet græssanger
- Tyndnæbbet gulbug
- Koreagræshoppesanger
- Bismarcksanger
- Ny Guinea-sumpsanger
- Guløret parakit
- Kolombangaraløvsanger
- Hainanløvsanger
- Izuløvsanger
- Sortkronet papegøjenæb
- Indisk bredhale
- Yemensanger

### Værlingeslægten
- Spættefinke
- Stor galapagosfinke
- Sortmasket finke
- Japansk værling
- Gråvinget inkafinke
- Tristanfinke
- Tristanfinke
- Tangarfinke
- Stor frøfinke
- Cocosfinke
- Grå dansefinke
- Gulgrøn finke
- Kastanjebrun klerkefinke
- Falsnæbbet klerkefinke
- Kæmpeklerkefinke
- Sortstrubet klerkefinke

### Timalier
- Gulpandet fulvetta
- Gråbrystet timalie
- Sumatraskadedrossel
- Pletrygget Skadedrossel
- Sri Lanka-skadedrossel
- Brunøret skadedrossel
- Grårygget skadedrossel
- Skiferhalet skadedrossel
- Emeipragttimalie
- Sortøret papegøjenæb
- Kansupapegøjenæb
- Gråhættet papegøjenæb
- Sumpdrosseltimalie
- Balabacjordtimalie
- Borneojordtimalie
- Luzongærdesmuttetimalie
- Mishmiskæltimalie
- Mørk skæltimalie
- Spelaeornis kinneari,  intet dansk navn (norsk: Blekstrupesmettimal, engelsk: Pale-throated wren-babbler)
- Assamskæltimalie
- Stachyris nonggangensis intet dansk navn (engelsk: Nonggang babbler)
- Assamkrattimalie
- Kenyalarmdrossel
- Langnæbbet Larmdrossel

### Fluesnappere
- Hvidhovedet drosselsanger
- Sundaniltava
- Basilanfluesnapper
- Palawanfluesnapper
- Kashmirfluesnapper
- Sorthalset nattergal
- Liberiafluesnapper
- Pletbryst
- Gråbrun fluesnapper
- Sodbrystet fluesnapper
- Brunhvid junglefluesnapper
- Luzonjunglefluesnapper
- Sorthovedet bynkefugl
- Bleg bynkefugl
- Iringaakalat
- Hvidhalset nattergal

### Væverfugle
- Bannermanvæver
- Kilomberovæver
- Gulbenet pragtvæver
- Himalayavæver
- Loangodværgvæver

### Bulbuler
- Gråkindet topbulbul

- Gulstrubet hårbulbul
- Mauritiusbulbul
- Taiwanbulbul
- Gulstrubet bulbul

### Tangarer
- Gyldengrøn krattangar
- Sortgul bjergtangar
- Sorthalset bjergtangar
- Kantorfinke
- Gyldengrøn krattangar
- Tucumán-dansefinke
- Perlemorskeglenæb
- Trefarvet sukkerfugl
- Sorthaget sukkerfugl
- Kronetangar
- Grønstrubet tangar
- Azurtangar
- Pragttangar
- Sortrygget tangar
- Orangebrystet bjergtangar

### Manakiner
- Opalkronet manakin
- Gyldenkronet manakin
- Gulpandet manakin
- Gulhovedet manakin

### Svaler
- Asiatisk trådhalesvale
- Hvidhalet svale
- Perusvale
- Mexicosvale
- Glanssvale

### Tyranfluesnappere
- Hvidhalet torntyran
- Fanehaletyran
- Hanehaletyran
- Flodtyran
- Ecuadorattila
- Stor vridvinge
- Citronbrynet tyran
- Græstyran
- Noronha-elænia
- Kløfthalet todityran
- Sierratodityran
- Gråbrystet eremittyran
- Forbjergselænia
- Cocostyrannulet
- Vestlig viftetyran
- Sydlig viftetyran
- Skiferbekard
- Phyllomyias weedeni  intet dansk navn (engelsk: Yungas tyrannulet, norsk: Yungastyrannulet)
- Brunvinget spadenæb
- Sorthvid monchita
- Rødnæbbet tyrannulet
- Iquitostyrannulet

### Honningædere
- Rødnæbbet honningæder
- Orangelappet parasdisfugl
- Langskægget honningæder
- Rotumahonningæder
- Skæghonningæder
- Morotaimunkefugl

### AstrilderPragtfinker
- Olivengrøn astrild
- Stor bjergastrild
- Vitilevu-papegøjeamadine
- Kongepapegøjeamadine
- Manila-papegøjeamadine
- Anambraastrild
- Arfaknonne

### Andre arter af spurvefugle
- Sulawesimaina
- Rødvinget græssmutte
- Hvidstrubet græssmutte
- Usambarasolfugl
- Gulbrystet piber
- Okkerbrystet piber
- Nilgiripiber
- Præriepiber
- Hvidvinget apalis
- Kaboboapalis
- Karamoja-apalis
- Rarotongatræstær
- Vanuatutræstær
- Rødskuldret vanga
- Haitidrosseltangar
- Vestlig larveæder
- Rødlærke
- Duponts lærke
- Mindanaobladfugl
- Andesvandstær
- Hvidbuget stær
- Mindanaogråfugl
- Hvidbåndet gråfugl
- Mauritiusgråfugl
- Lavlandstrækryber
- Panayblomsterpikker
- Mindoroblomsterpikker
- Mayottedrongo
- Visayanbrednæb
- Mindanaobrednæb
- Lesotholærke
- Parátrækryber
- Ensfarvet trækryber
- Navabjergsmutte
- Grønbrystet skovtornskade
- Españolaspottedrossel
- Rødbuget solfugl
- Udzungwasolfugl
- Kæmpesolfugl
- Gulbuget asiti
- Fanovana-newtonia
- Sort vanga
- São Tomé-pirol
- Rødtøjlet fløjter
- Gråbrystet paradisfugl
- Paradisaea rudolphiBlå paradisfugl
- Hvidnakket mejse
- Passer hemileucus Intet dansk navn (engeklsk:Abd al-Kuri sparrow, norsk:Kurispurv)
- Gulhovedet kragedrossell
- Rødhovedet kragedrossel
- Askekronet prinia
- Sierra Leone-prinia
- Gultoppet hjelmtornskade
- Blåbrystet brednæb
- Malaitaviftehale
- Manusviftehale
- Tacarcuna-tapaculo
- Pragtspætmejse
- Korsikansk spætmejse
- Hvidhovedet stær
- Kaktusrøddrossel
- Falklandgærdesmutte
- Clariongærdesmutte
- San Andrés-vireo
- Klippesmutte
- Skægtrækryber

## Natravnfugle
- Seychellersalangan
- Atiusalangan
- Purpurglansryg
- Hondurasamazilie
- Blomsterkronet kolibri
- Mørkgumpet sejler
- Bonapartenatravn
- Solalanatravn
- Esmeraldas-skovstjerne
- Brunbrystet skovstjerne
- Sort inka
- Hvidvinget natravn
- Gråhalet kolibri
- Sulawesihornnatravn
- Eurostopodus nigripennis, intet dansk navn (engelsk: Solomons nightjar, norsk: salomonnattravn)
- Napobrillant
- Guyanapragtalf
- Oxypogon stuebelii intet dansk navn, (på engelsk: Buffy helmetcrest,  norsk: Okerhjelmkolibri)
- Ecuadoriansk brogethale
- Itombwesejler
- Mexicansk skovnymfe

## Gøge
- Koralnæbbet løbegøg
- Sri Lanka-sporegøg
- Sundasporegøg
- Korttået sporegøg
- Cocogøg
- Rødbuget jordgøg
- Rødmasket malkoha

## Spættefugle
- Olivengumpet skægfugl
- Hvidrygget skægfugl
- Loretoskægfugl
- Caatingaspætte
- Celeus tinnunculus intet dansk navn (engelsk: Atlantic black-breasted woodpecker)
- Chrysocolaptes strictus intet dansk navn (engelsk: Javan flameback, norsk: Javaspett)
- Krumnæbbet guldspætte
- Andamansortspætte
- Kobberjacamar
- Gymnobucco vernayi intet dansk navn(engelsk: Pale-throated barbet)
- Hjelmsortspætte
- Zambiansk tandskægfugl
- Filippinsk myrespætte
- Stor myrespætte
- Suluflagspætte
- Hvidbuget dværgspætte
- Ramphastos culminatus (synonym med Ramphastos tucanus)
- Hvidstrubet tukan
- Gulbrystet tukan

## Andre fuglearter
- Blåhalet trogon
- Uldhalsstork
- Lille adjudant
- Andesflamingo
- Nordisk lappedykker
- Etiopisk Turako
- Andeskondor